# Cers (mitologia)
|  | Pel que fa a una de les llengües ameríndies vegeu Keres. |

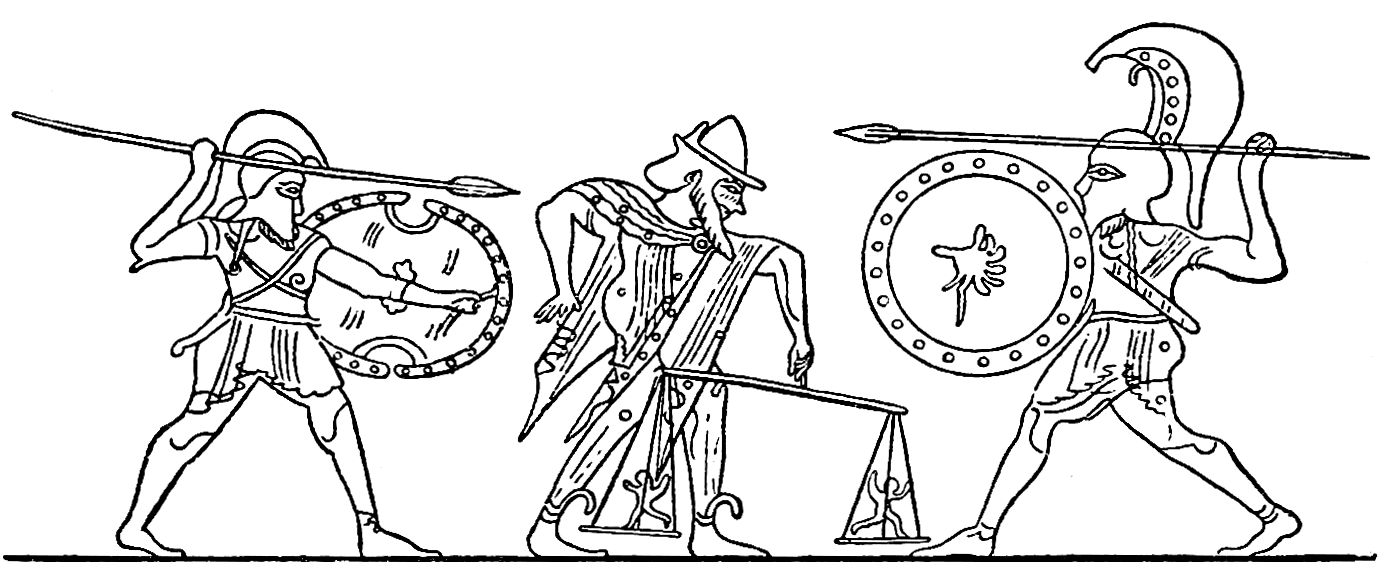
Les Cers d'Aquil·les i Hèctor a la balança.

Les Cers (en grec antic Κῆρες i en singular Cer Κήρ), són uns esperits que tenen un paper important a la Ilíada. Quan es presenten escenes de batalla o violentes són generalment la imatge del Destí, que recull l'ànima de cada heroi en el moment de la seva mort. Comunament es representen com uns éssers alats, de color negre, que tenen unes grans dents blanques i horribles i unes ungles llargues i esmolades. Esquincen els cadàvers i beuen la sang dels morts i dels ferits. Porten una capa tacada de sang humana. Però no són només rapinyaires al camp de batalla. Homer les presenta de vegades com a Fats que conviuen amb cada ésser humà, que personifiquen la seva manera de morir i també la forma de vida que l'espera. Aquil·les pot escollir entre dues Cers: una que li pot donar una vida llarga a la seva pàtria, lluny de la guerra i de la glòria i una altra, la que va escollir, que li donarà davant de Troia una fama immortal a costa d'una mort prematura. Zeus posa en una balança les Cers d'Aquil·les i les d'Hèctor en presència dels déus, per saber qui dels dos morirà en el combat que lliuraran. La balança s'inclina cap a l'Hades en el plat que conté la Cer d'Hèctor i immediatament Apol·lo abandona l'heroi troià cap al seu destí.
Hesíode dona un genealogia de les Cers a la Teogonia. Diu que són "filles de la Nit" (Nix), però més endavant les fa germanes de Tànatos i Moros (la Mort i el Trànsit), i serien també germanes de les Moires. De vegades la tradició popular les considera una divinitat única (Cer) i altres vegades com una potència de la persona. A la Ilíada s'atribueix una sola Cer per als troians i una altra per als aqueus. Però Homer dona a les Cers un caràcter col·lectiu.
En època clàssica les Cers semblen ser només reminiscències literàries i es confonen amb les Moires, i fins i tot amb les Erínies, amb les que tenen punts en comú pel seu caràcter infernal i salvatge. Plató les considera esperits perversos que igual que les Harpies taquen tot el que toquen de la vida humana. És possible que la tradició popular les hagi acabat per identificar amb les ànimes malfactores dels morts, que s'han de calmar amb sacrificis, cosa que passava, per exemple en un dels dies de la festa de l'Antestèria.